# Boursinidia darwini
Boursinidia darwini is een vlinder uit de familie van de uilen (Noctuidae). De wetenschappelijke naam van de soort is als Orthosia darwini voor het eerst geldig gepubliceerd in 1899 door Otto Staudinger.